# Hymn (wiersz Juliusza Słowackiego 1830)
Hymn [Bogarodzica! Dziewico!] – młodzieńczy wiersz Juliusza Słowackiego, napisany przez poetę w 1830 roku po wybuchu powstania listopadowego. Jest to pierwszy utwór o tematyce patriotycznej w twórczości przyszłego wieszcza.

## Okoliczności wydania
Hymn został napisany przez przebywającego w Warszawie Juliusza Słowackiego w ciągu kilku dni od wybuchu powstania listopadowego. Pierwodruk ukazał się już 4 grudnia w „Polaku Sumiennym”, a następnie przedrukowany 7 grudnia w „Kurierze Polskim” (nr 354), 9 grudnia w „Kurierze Lubelskim” (nr 3). Opublikowała go w tym samym roku gazetka powstańcza „Bard Oswobodzonej Polski”. Jako osobny druk ukazał się jeszcze w 1830 roku w Warszawie wraz z Odą do wolności, kolejnym wierszem Słowackiego o powstańczej tematyce. W 1832 roku został opublikowany na emigracji w Awinionie w „Bardzie Nadwiślańskim nad Brzegami Duranny i Rodanu”. W roku 1833 wiersz wszedł do trzeciego tomu Poezji Słowackiego, wydanych przez poetę w Paryżu.
Ta mnogość wydań w prasie (często efemerycznych pismach powstańczych) i drukach ulotnych świadczy o dużej popularności wiersza już od pierwszych dni grudnia 1830 roku. Dzięki temu tekstowi nazwisko Słowackiego zyskało wśród Polaków niemałą popularność.
Na powodzenie Hymnu złożyło się kilka czynników. Po pierwsze, został on napisany i wydany w kilka dni od wybuchu powstania, na gorąco opisuje emocje i komentuje powstaniową rzeczywistość. Po drugie, odnosi się do dawnego symbolu patriotycznego i religijnego, do pieśni Bogurodzicy, która w pierwszej połowie XIX stulecia zyskiwała na popularności na fali silnych uczuć patriotycznych i romantycznej mody na średniowiecze.

## Odmiany tekstu

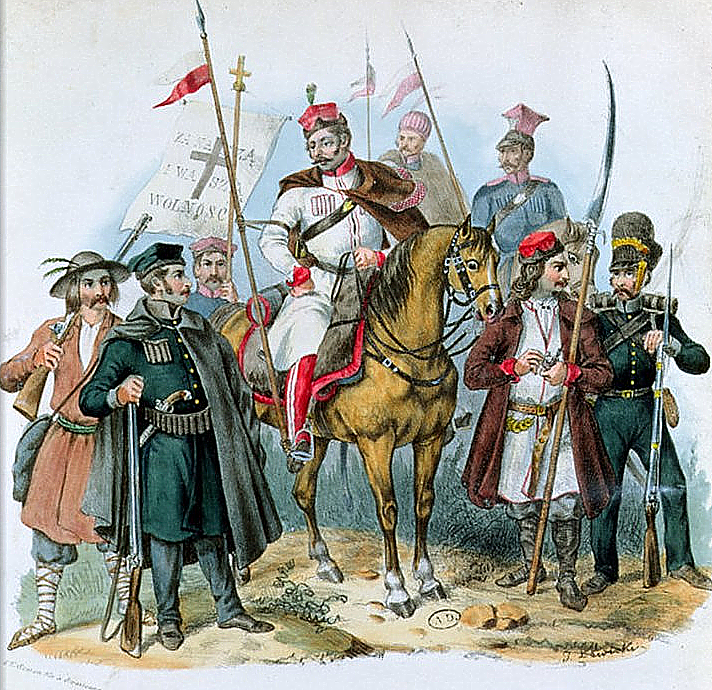
Powstańcy listopadowi

Wiersz funkcjonuje w dwóch wersjach edytorskich, których istotną różnicą jest incipit tekstu. W wydaniu Juliusza Kleinera brzmi on Bogurodzica! Dziewico!, natomiast w edycji Krzyżanowskiego – Bogurodzico, Dziewico!.

## Treść
Hymn obok tekstów m.in. Goszczyńskiego i Pola zaliczany jest do kręgu liryki powstania listopadowego. Słowacki w tym kręgu tematycznym stworzył jeszcze dwa teksty Kulik i Odę do wolności.
Pieśń rozpoczyna się i kończy wyraźnym nawiązaniem do hymnu średniowiecznego, apostroficznym zwrotem do Matki Boskiej z prośbą o wsparcie i modlitwę przed Bogiem. Podobieństwo do Bogurodzicy wzmacnia stylizowana, analogiczna jak w hymnie średniowiecznym, rytmika i składnia utworu.
Środkowa część podejmuje już aktualną tematykę polityczną. Nawołuje do walki z zaborcą i pokazuje alegoryczny obraz dwugłowego rosyjskiego orła, który ranny musi uchodzić na wschód. Wypomina ociągającym się z powstaniem Litwinom, że Wilno może stać się ostoją caratu. Widać, że poeta jak większość społeczeństwa był przeciwnikiem poczynań Rządu Narodowego i generała Chłopickiego, a zwolennikiem Towarzystwa Patriotycznego, które odrzucało próby negocjacji z caratem i domagało się rozszerzenia powstania na ziemie dawnej Polski i Litwy. Postulat powstania na Litwie, choć oficjalnie sformułowany został dopiero w styczniu 1831, znalazł w wierszu Słowackiego swoją poetycką antycypację (Wstyd wam, Litwini / Jeśli w Giedymina grodzie / odpocznie ptak zakrwawiony – tj. orzeł dwugłowy). Podobnie sprawa się miała z pełną nadziei na rozszerzenie rewolucji aluzją do rosyjskich dekabrystów (I tam są ludzie – i tam mają duszę), którym oddawała cześć manifestacja ze stycznia 1831 roku. Świadczy to o zainteresowaniu Juliusza Słowackiego polityką i jego dobrej orientacji w nurtach ideowych epoki.

## Krytyka
Choć Hymn spotkał się z entuzjastycznym przyjęciem współczesnych, nie należy on do ulubionych wierszy badaczy dorobku poety. Kleiner docenia aluzję do Bogurodzicy, męski rym i mocny rytm dwóch okalających strof, zarzuca natomiast środkowym zwrotkom, że dominuje w nich ton ludowej, żołnierskiej piosenki i pospolite obrazowanie poetyckie (np.: wolności dzwon, wolności zorza). Czesław Zgorzelski (podobnie jak Kleiner) spostrzega brak harmonii w układzie utworu: strofy okalające mają charakter hymniczny (zarówno pod względem stylu, składni, rytmu, jak i obrazowania), strofy wewnętrzne natomiast skłaniają się ku stylowi retorycznemu, klasycystycznemu, o rymach dość przypadkowych.